# Прва бразда
„Прва бразда“ је приповетка Милована Глишића. Први пут је објављена 1885. године у београдском часопису „Домаћица“, а нешто касније (1891) и у засебној књижици. „Прва бразда“ формацијски припада типу „поетског реализма“. Жанровски је одређивана и као приповетка и новела, и идила (идилична приповетка), поема, песма, песма у прози, лирска скица, химна (раду и човеку), музичко дело (композиција, кантата)...

## Радња
Приповетка говори о Миони, самохраној мајци троје деце, удовици Сибина Џамића, који је погинуо у Другом (Српско-турском) рату (1877-1878). Како године пролазе, њена деца одрастају и стасавају за школу, а нарочиту радост мајци причињава прва бразда коју узоре њено најстарије дете, син Огњан.